# 1278
Rok 1278 (MCCLXXVIII) byl nepřestupný rok, který podle juliánského kalendáře započal sobotou.
Podle židovského kalendáře došlo k přelomu let 5038 a 5039. Podle islámského kalendáře započal dne 1. června rok 677. 

## Události

### České země
- 26. srpna – Bitva na Moravském poli: Rakousko-uherské vojsko (okolo 9 tisíc mužů) pod vedením krále Rudolfa I. Habsburského a krále Ladislava IV. Kumána poráží a zabíjí českého krále Přemysla Otakara II. Rudolf I. tím upevňuje moc nad Střední Evropou. Touto bitvou započíná Habsburská nadvláda nad Rakouskem.

### Evropa
- 1. května – Vilém II. Villehardouin, vládce Achajského knížectví, umírá. Podle Dohody z Viterba se jeho území dostává pod nadvládu sicilského krále Karla I. z Anjou. Karel jmenuje soudního vykonavatele, aby vládl latinskému knížectví. V návaznosti na to Karel 24. května přísahá věrnost novému papeži Mikuláši III. Slibuje, že nenapadne Byzantskou říši, protože Mikuláš doufá, že sjednotí pravoslavnou církev s katolickou.
- 5. srpna – Obléhání Algeciras: Kastilské jednotky (okolo 30 tisíc mužů) vedené králem Alfonsem X. obléhají město Algeciras (v té době pod nadvládou Marínovců). Flotila 24 lodí a 80 galejí se shromažďuje v Gibraltarské zátoce, aby chránila město nedaleko Gibraltaru. Většina jednotek pocházela z Řádu Nejsvětější Panny Marie v Hispánii.
- 29. září – Aragonské jednotky pod vedením krále Petra III. Aragonského odebírá muslimům nadvládu nad městem Montesa a tím ukončují dvouletou vzpouru Mudejarů. Poražení muslimové jsou z města vyhoštěni a vyhnáni do exilu.
- 17. listopadu – Anglický král Eduard I. zavedl trest za lichvářství. Všichni židé byli zatčeni a byly jim prohledány domy, zda neshromažďují příliš velké množství mincí. Okolo 680 židů bylo zatčeno trvale a byli uvězněni v londýnském Toweru. Více než 300 z nich bylo popraveno. V té době žilo v Anglii přibližně 3 tisíce židů.

### Asie
- 8. května – Sedmiletý císař Duanzong umírá. Na trůnu jej nahrazuje jeho bratr Zhao Bing, který se tak stává posledním vládcem z dynastie Sung. Mezitím se mongolské jednotky pod vedením chána Kublaje přibližují k hranicím říše Sung.
- 8. listopadu – Trần Thánh Tông, druhý císař vietnamské dynastie Tran, odchází do důchodu. Dalších 11 let se však podílí na vládě spolu se svým synem Trần Nhân Tôngem.

## Narození

### Neznámé datum
- Abrahám Červený, uherský velmož († 1325)
- Ferdinand Mallorský, hrabě z Aumelas, pán z Frontignanu a dobrodruh († 5. července 1316)
- Walter V. z Brienne, hrabě z Brienne, Lecce a Conversana a vévoda athénský († 15. března 1311)

## Úmrtí

### Česko
- 26. srpna – Přemysl Otakar II., český král (* 1233)
- 21. října – Jan III. z Dražic, pražský biskup (* ?)
- neznámé datum
  - Eufémie z Křižanova, moravská šlechtična (* ?)

#### Svět
- 30. června – Petr z La Brosse, komorník francouzského krále Filipa III. (* 1230)
- 22. prosince – Jahjá an-Nawawí, arabsko-islámsko-sunnitský učenec (* říjen 1233)
- 26. prosince – Boleslav II. Lysý, vratislavský, hlohovský a lehnický kníže (* mezi 1220 a 1225)
- neznámé datum
  - Lý Chiêu Hoàng, vietnamská císařovna (* 1218)
  - Monfiorito da Pola, benátský šlechtic a istrijský politik (* ?)
  - Nikola Pisano, italský sochař a architekt (* asi 1206)

## Hlava státu
- České království – Přemysl Otakar II. – Václav II.
- Svatá říše římská – Rudolf I. Habsburský – Alfons X. Kastilský
- Papež – Mikuláš III.
- Anglické království – Eduard I.
- Francouzské království – Filip III.
- Polské knížectví – Boleslav V. Stydlivý
- Uherské království – Ladislav IV. Kumán
- Kastilské království – Alfons X. Moudrý
- Portugalské království – Alfons III.
- Byzantská říše – Michael VIII. Palaiologos